# حسن‌آباد (تهران)

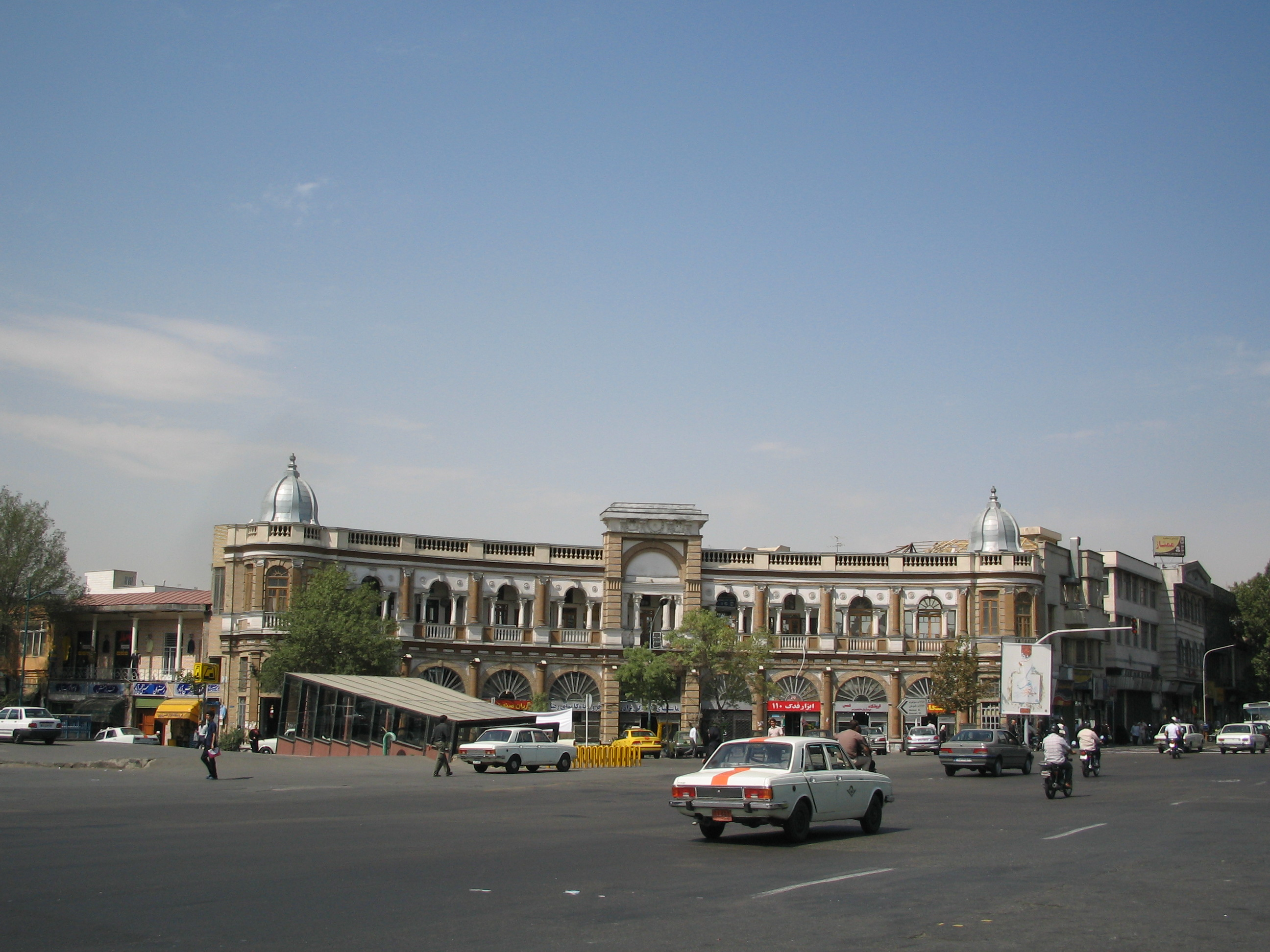
میدان حسن‌آباد، تهران

حَسَن‌آباد یکی از محله‌های منطقهٔ یازده تهران است.

## تاریخچه
منطقه حسن‌آباد که ناحیه شمال غرب آن روزهای طهران به‌شمار می‌آمد یکی از بزرگترین باغ‌های شهر بود. این باغ متعلق به میرزا یوسف آشتیانی بود که استخر بزرگ آن محل کنونی سفارت ایتالیاست. مستوفی الممالک قبل از گسترش یافتن طهران و خراب شدن حصار شاه طهماسبی آن به سال ۱۲۸۶ قمری بیشتر زمینهای بیرون حصار تا بهجت آباد و از آنجا تا یوسف آباد ونک و اوین را خریداری کرد. پس از بزرگ شدن طهران باغ بزرگی ایجاد کرد و آن را به نام پسرش حسن، حسن‌آباد نامگذاری کرد. این وجه تسمیه حسن‌آباد است. پس از فوت میرزا یوسف آشتیانی ورثه این ملک را تکه‌تکه کرده به مردم فروختند به صورتی که پس از چندین سال اثری از این باغ باقی نماند و محله مسکونی حسن‌آباد از دل آن زاده شد.
نصرالله حدادی درباره‌اش در «طهران قدیم» می‌نویسد:
میرزایوسف مستوفی‌الممالک، اراضی بالادست محله سنگلج را تا فاصله بالای آب کرج در تیول خود داشت. او بخشی از آن را به پسرش «حسن مستوفی‌الممالک» بخشید و باغ حسن‌آباد، واقع در همین حوالی میدان حسن‌آباد ساخته شد. در بالادست میدان، یوسف‌آباد شکل گرفت و در انتها به محله بهجت‌آباد که اقلیت ارامنه در آن زندگی می‌کردند، ختم می‌شد که تماماً جزو مایملک میرزا یوسف مستوفی الممالک بود. در قسمت چپ ـ شمال غرب ـ این میدان، قبرستان قدیمی‌ای قرار داشت که در وبای عام تهران در ۲۵ محرم سال ۱۳۱۰ قمری تماماً پر از اجساد فوت‌شدگان شد. از جمله این فوت‌شدگان، میرزا رضا کلهر بود. بعدها این قبرستان را تخریب و به جای آن «اداره اطفائیه تهران» [آتش‌نشانی] شکل گرفت. اطفائیه تهران که به وسیله روس‌ها در خیابان ری، سه‌راه امین حضور، گاراژ حسینی، راه‌اندازی شده بود، در سال ۱۳۱۱ شمسی به این محل انتقال یافت و بلدیه آن را تحت نظر گرفت.

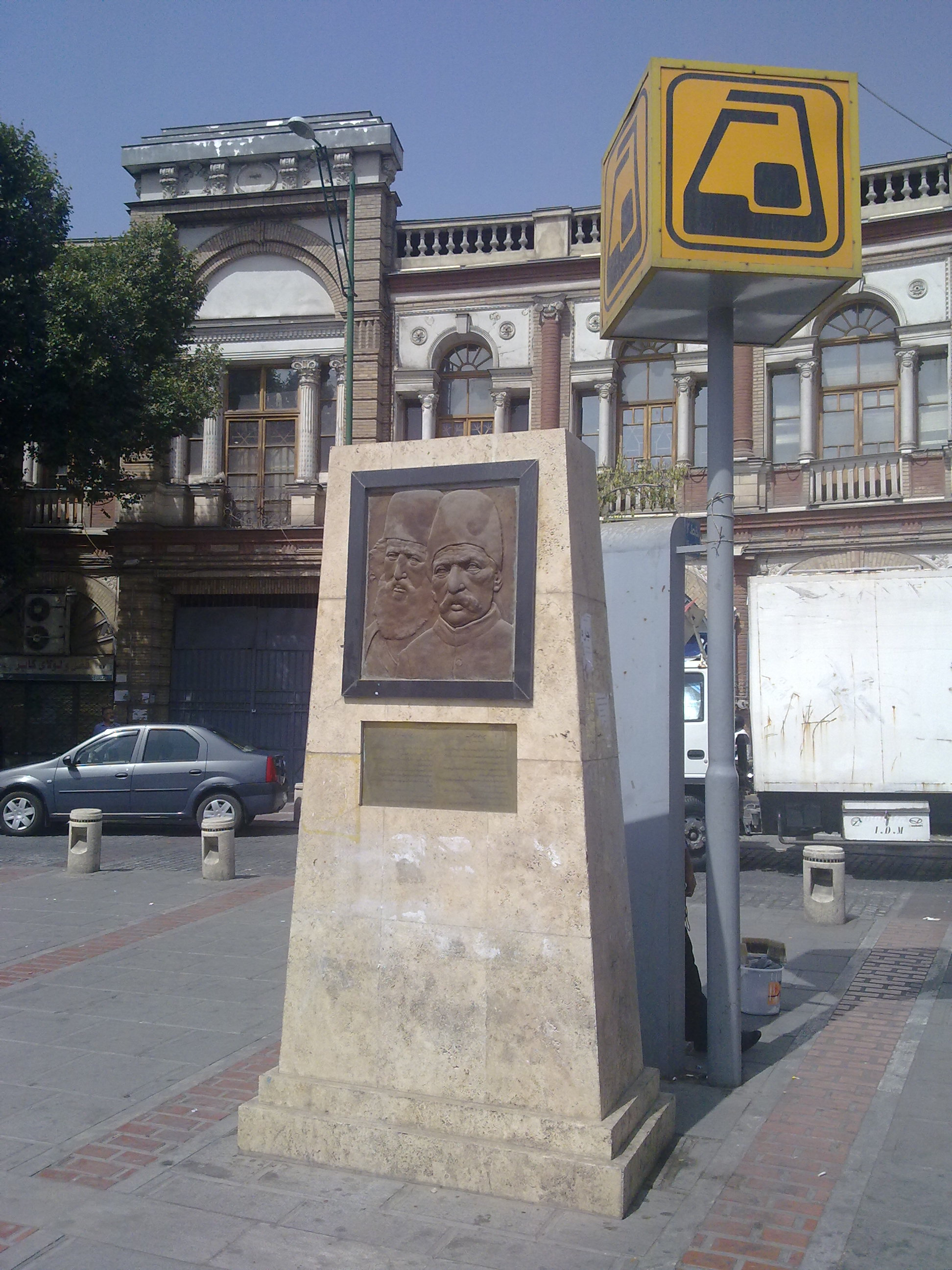
ستون یادبود میرزا محمدرضا کلهر و میرزا کوچک خان در میدان حسن‌آباد

در گوشه شمالغربی میدان در گذشته قدیمی‌ترین قبرستان تهران قرار داشت که به نوعی در گوشه شهر بود اما بعداً و از سال ۱۳۱۷ ه‍.ش آتش‌نشانی بزرگی جای آن قرار گرفت. در آن قبرستان پیکر میرزا محمدرضا کلهر و نیز سر میرزا کوچک خان جنگلی را دفن کرده بودند. هرچند سر میرزا کوچک خان بعداً به رشت برده شد، اما پیکر میرزا محمدرضا کلهر در همان مکان باقی ماند. هم‌اکنون در یادبود این دو نفر ستونی در شمال غربی میدان حسن‌آباد برافراشته شده‌است.
در محل ادارهٔ آتش‌نشانی قبلاً گرمابه‌ای دایر بود که تهرانی‌های آن زمان می‌گفتند شب‌های جمعه از تون (آتش‌دان) آن صدای «سوختم سوختم» برمی‌خیزد. این حمام به دلیل معروف به جنی بودنش رونق چندانی نداشت و ضرر می‌داد تا سرانجام همراه با زمین متروکه کنارش در اختیار آتش‌نشانی قرار گرفت.

## میدان حسن‌آباد
حسن‌آباد در مرکز شهر تهران و در منطقه منیریه قرار گرفته و میدانی نیز به نام حسن‌آباد (که پس از انقلاب به «میدان سی و یک شهریور» تغییر نام یافته‌است) در آن منطقه وجود دارد. میدان حسن‌آباد از میدان‌های تاریخی و جزء بافت تاریخی و سنتی تهران قاجاری است.
ساختمان‌های چهار طرف میدان کار قلیچ باقلیان است و مهندس محاسب آن، معمار برجستهٔ ارمنی لئون تادوسیان بوده‌است.

## وضعیت امروز
به تازگی ساختمان‌های دورتادور میدان که در وضع بدی به سر می‌بردند مرمت شده و این میدان شکوه نخستینش را تا اندازه‌ای بازیافته است. ساختمان‌های قدیمی بخش جنوب‌شرقی میدان که شبیه سازه‌های سه سوی دیگر میدان بوده‌اند در دوره‌ای تخریب شده و ساختمانی با نمای نوین تمام‌شیشه‌ای به جای آن ساخته شده‌است. این ساختمان متعلق به بانک ملی ایران است. تازگی‌ها در پی بازسازی بناهای این میدان در جلوی ساختمان نوین بانک، سازه‌ای نمایشی شبیه سازه‌های قرینه‌ای که در طرفین دیگر وجود دارند ساخته شده‌است تا تمامیت فضای معماری میدان تا حدی بازگردد.
در طی بازسازی این میدان تاریخی، تمام خیابانهایی که به میدان وارد می‌شده‌اند، سنگفرش شده و گذر خودروها از آن ممنوع گردیده‌است و عبور و مرور خودروها تنها از طریق زیرگذر شمال به جنوب آن که خیابان حافظ را به خیابان وحدت اسلامی متصل می‌کند، انجام می‌گیرد. میدان حسن‌آباد امروزه با یک ایستگاه مترو با بقیه نقاط شهر ارتباط دارد.
متأسفانه در آتش‌سوزی شامگاه ۲۶ تیر ۱۳۹۸ بخشی از این اثر تاریخی دچار صدماتی شد.

## نگارخانه

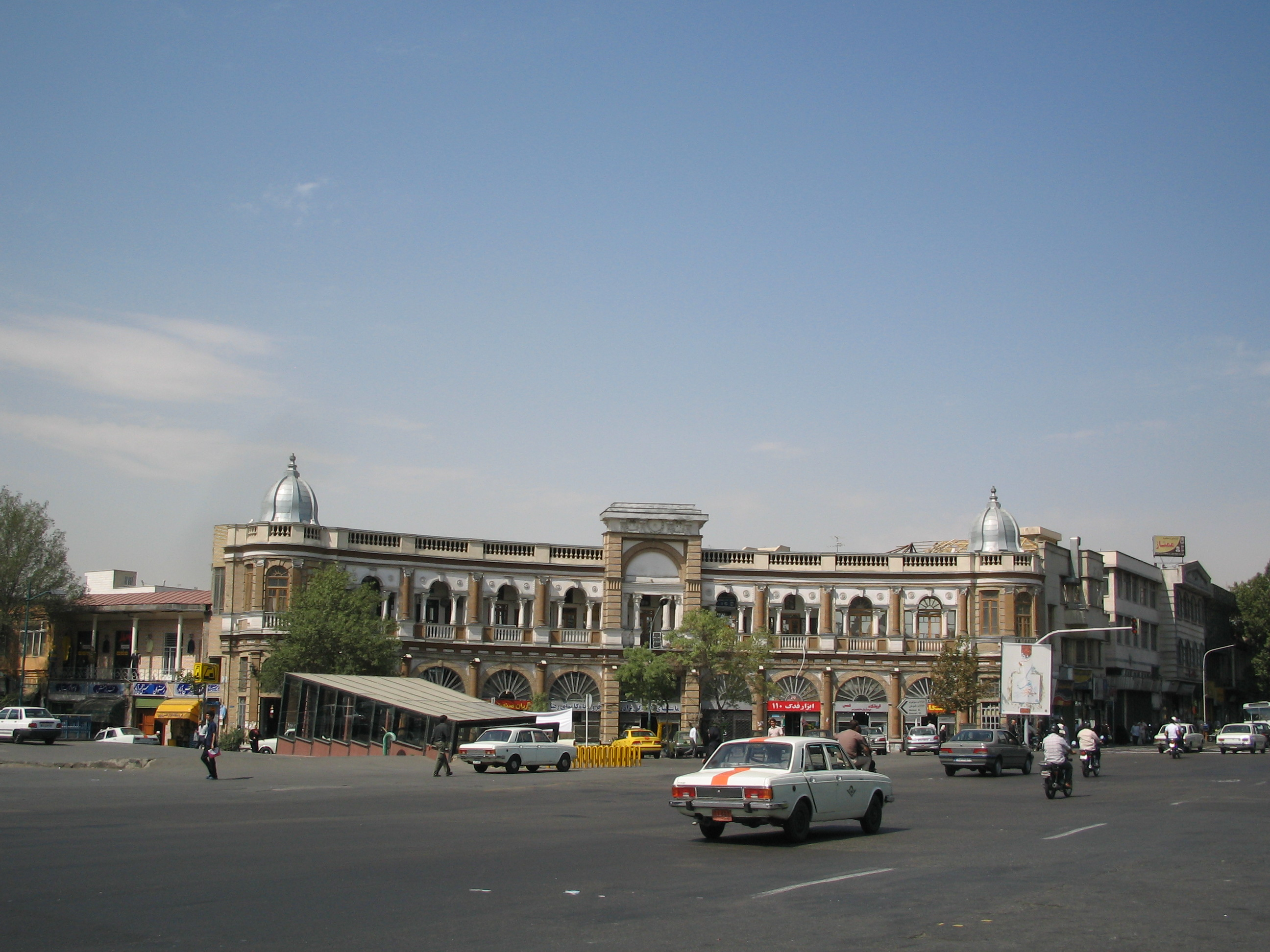
نمای کلی میدان حسن‌آباد تهران
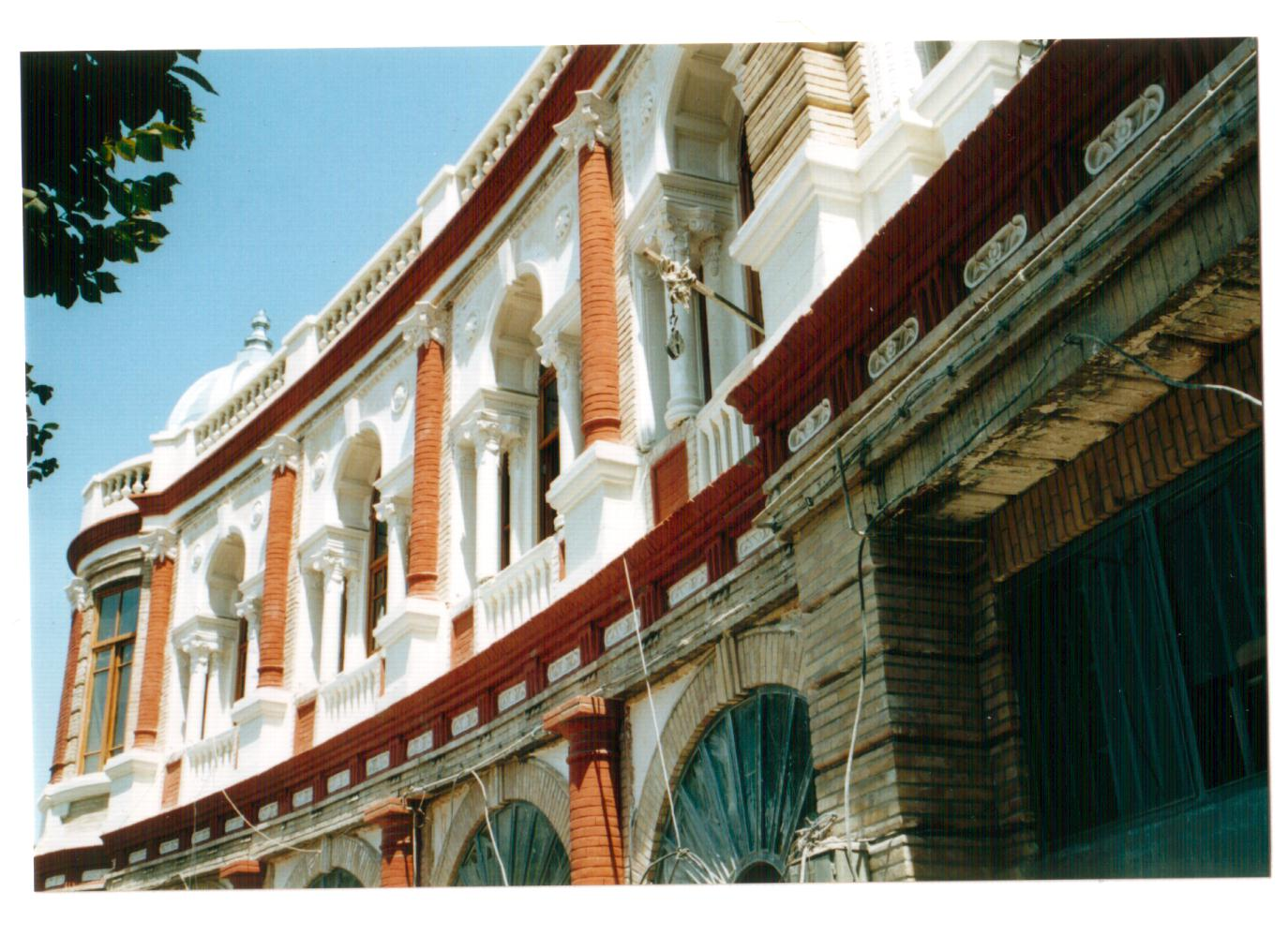
یکی از ساختمان‌های دور میدان حسن‌آباد
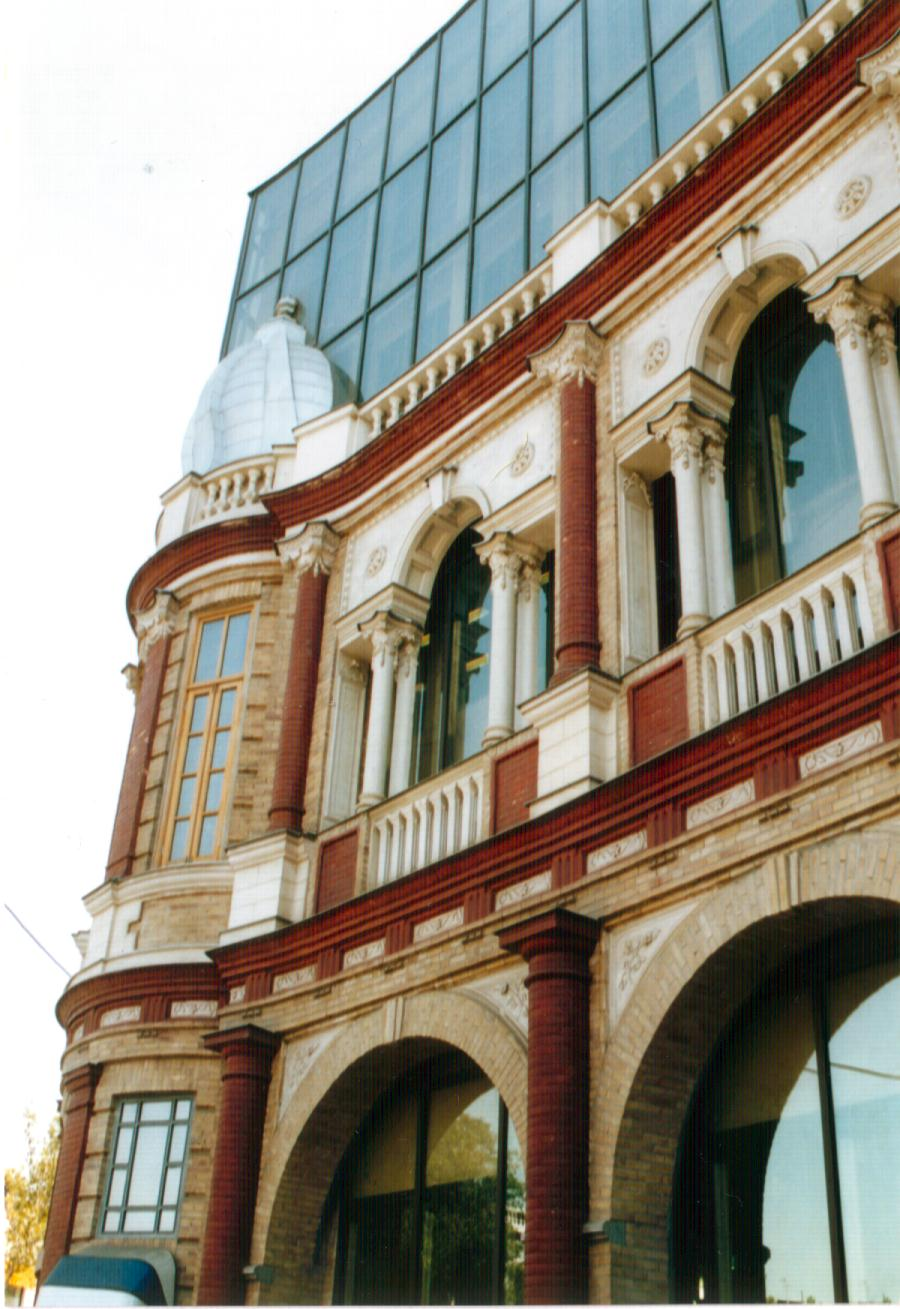
میدان حسن‌آباد تهران. سازهٔ نمایشی که جلوی ساختمان نماشیشه‌ای بانک ملی ساخته شده‌است.
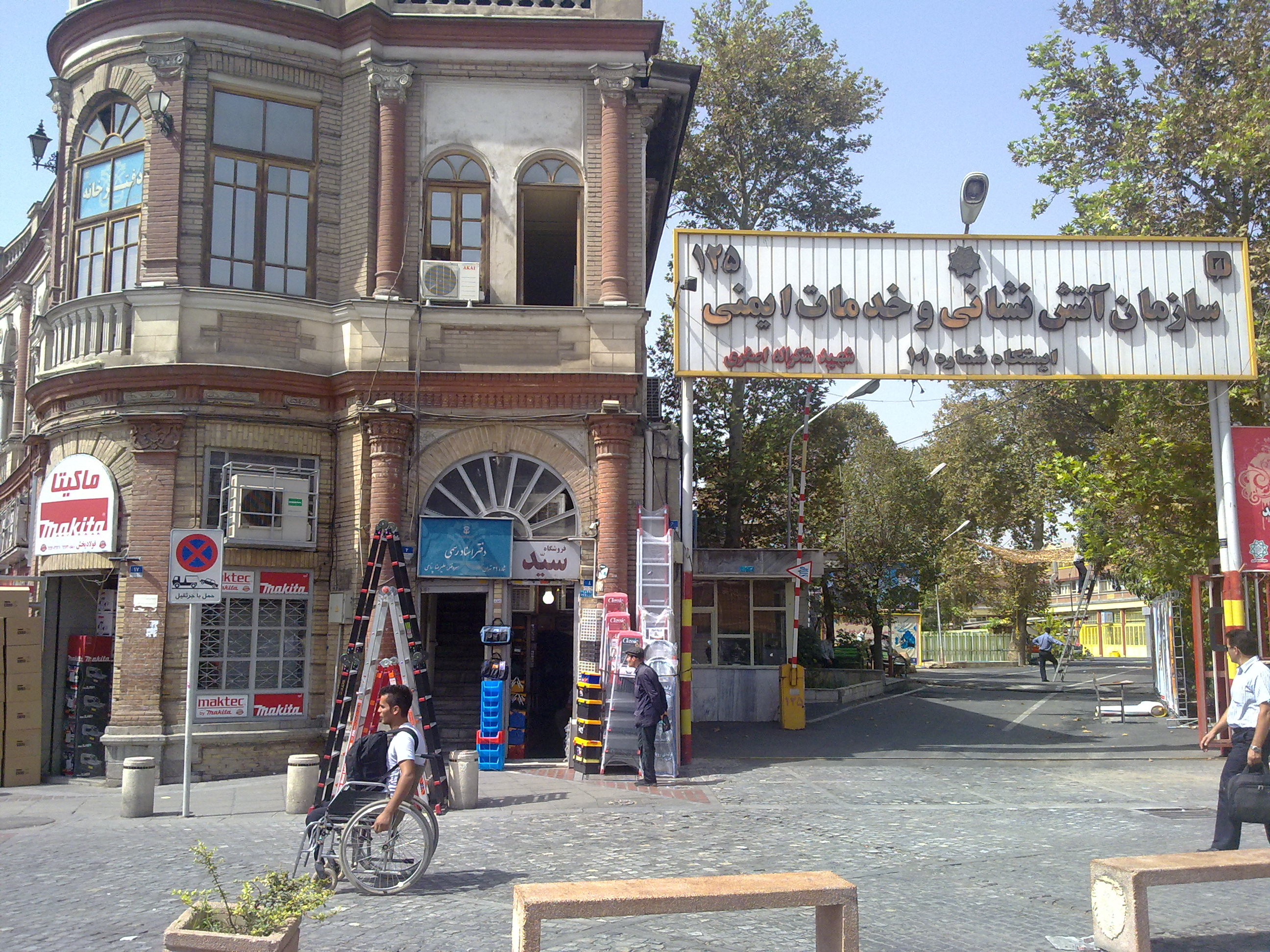
ایستگاه آتش‌نشانی میدان حسن‌آباد که بر روی قبرستان قدیمی حسن‌آباد ساخته شده‌است.
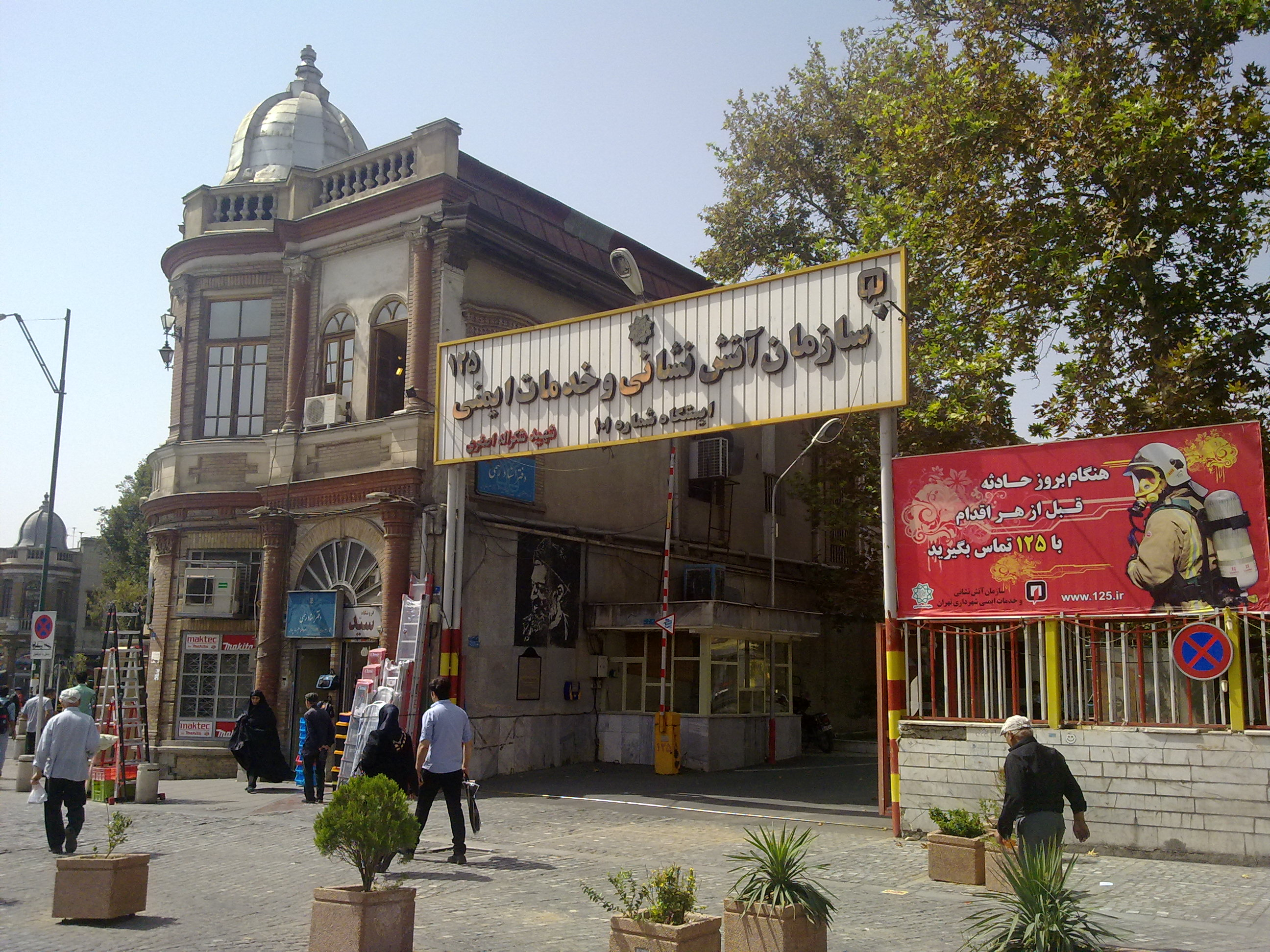
ایستگاه آتش‌نشانی حسن‌آباد